# Cờ châu Á
Dưới đây là bộ sưu tập quốc kỳ của các quốc gia và tổ chức quốc tế hoạt động tại lục địa châu Á.

Bản đồ quốc kỳ Châu Á

## Các tổ chức quốc tế

Cờ của Hiệp hội các quốc gia Đông Nam Á
Cờ của Hội đồng Olympic châu Á
Cờ của Cộng đồng các Quốc gia Độc lập (SNG)
Cờ của Tổ chức Hợp tác Hồi giáo (OIC)
Cờ của Tổ chức các nước xuất khẩu dầu lửa (OPEC)
Cờ của Hội đồng Hợp tác vùng Vịnh
Cờ của Liên đoàn Thể thao Đông Nam Á

## Đông Nam Á

## Trung Á

Quốc kỳ Kazakhstan
Quốc kỳ Kyrgyzstan
Quốc kỳ Tajikistan
Quốc kỳ Turkmenistan
Quốc kỳ Uzbekistan

## Đông Á

Quốc kỳ Mông Cổ
Quốc kỳ Nhật Bản
Quốc kỳ Bắc Triều Tiên
Quốc kỳ Hàn Quốc
Quốc kỳ Trung Quốc

## Nam Á

Quốc kỳ Afghanistan
Quốc kỳ Ấn Độ
Quốc kỳ Bangladesh
Quốc kỳ Bhutan
Quốc kỳ Maldives
Quốc kỳ Nepal
Quốc kỳ Pakistan
Quốc kỳ Sri Lanka

## Tây Á

Quốc kỳ Armenia
Quốc kỳ Azerbaijan
Quốc kỳ Bahrain
Quốc kỳ Síp
Quốc kỳ Gruzia
Quốc kỳ Iran
Quốc kỳ Iraq
Quốc kỳ Israel
Quốc kỳ Jordan
Quốc kỳ Kuwait
Quốc kỳ Liban
Quốc kỳ Oman
Quốc kỳ Palestine
Quốc kỳ Qatar
Quốc kỳ Ả Rập Xê Út
Quốc kỳ Thổ Nhĩ Kỳ
Quốc kỳ Các Tiểu vương quốc Ả Rập Thống nhất
Quốc kỳ Yemen

## Bắc Á

Quốc kỳ Nga